# Skrīveri kommun
Skrīveru novads var en kommun i Lettland. Den låg i den centrala delen av landet, 70 km sydost om huvudstaden Riga. Antalet invånare var 4 117. Arean var 105 kvadratkilometer. Skrīveru novads gränsade till Lielvārdes novads.
2021 slogs kommunen samman med Aizkraukle kommun.
Följande samhällen finns i Skrīveru novads:
- Skrīveri